# Lucrècia Tornabuoni
Lucrècia Tornabuoni (Florència, República de Florència, 22 de juny de 1427-íd. 28 de març de 1482) fou una poeta i noble italiana i una influent assessora política durant el segle xv. Va tenir una influència política important durant el domini del seu marit i després del seu fill, Llorenç el Magnífic.

## Orígens familiars
Va néixer el 1427 a la ciutat de Florència i fou filla de Francesco Tornabuoni; de ben jove, es relacionà amb personatges de la talla de Luigi Pulci i Agnolo Poliziano.
Connectada per naixement a dues de les famílies italianes més poderoses de l'època, els Tornabuoni i els Guicciardini, es va casar el 3 de juny de 1444 a la ciutat de Florència amb Pere I de Mèdici, fill de Cosme de Mèdici el Vell i Contessina de Bardi, fet que l'emparentà amb una altra de les famílies més poderoses d'Itàlia, cosa que li va fer estendre el seu propi poder i influència. 
D'aquesta unió nasqueren:
- Blanca de Mèdici (1445-1505), casada el 1459 amb Guillem de Pazzi
- Nannina de Mèdici (1448-1493), casada el 1466 amb Bernardo Rucellai
- Llorenç el Magnífic (1449-1492), senyor de Florència
- Julià de Mèdici (1453-1478), senyor de Florència
- Maria dè Medici (1455-1479), casada amb Leonetto Rossi

Al costat del seu espòs educà els seus fills en l'art humanístic, inculcant-los els ideals de bellesa del Renaixement. Així mateix, buscà l'aliança amb famílies adinerades i ben posicionades, com per exemple la família Orsini, i casà el seu fill Llorenç amb Clarice Orsini.
També va treballar per donar suport a les necessitats dels pobres a la regió, afavorint diverses institucions. Va ser patrona de les arts i autora de poemes i obres de teatre.

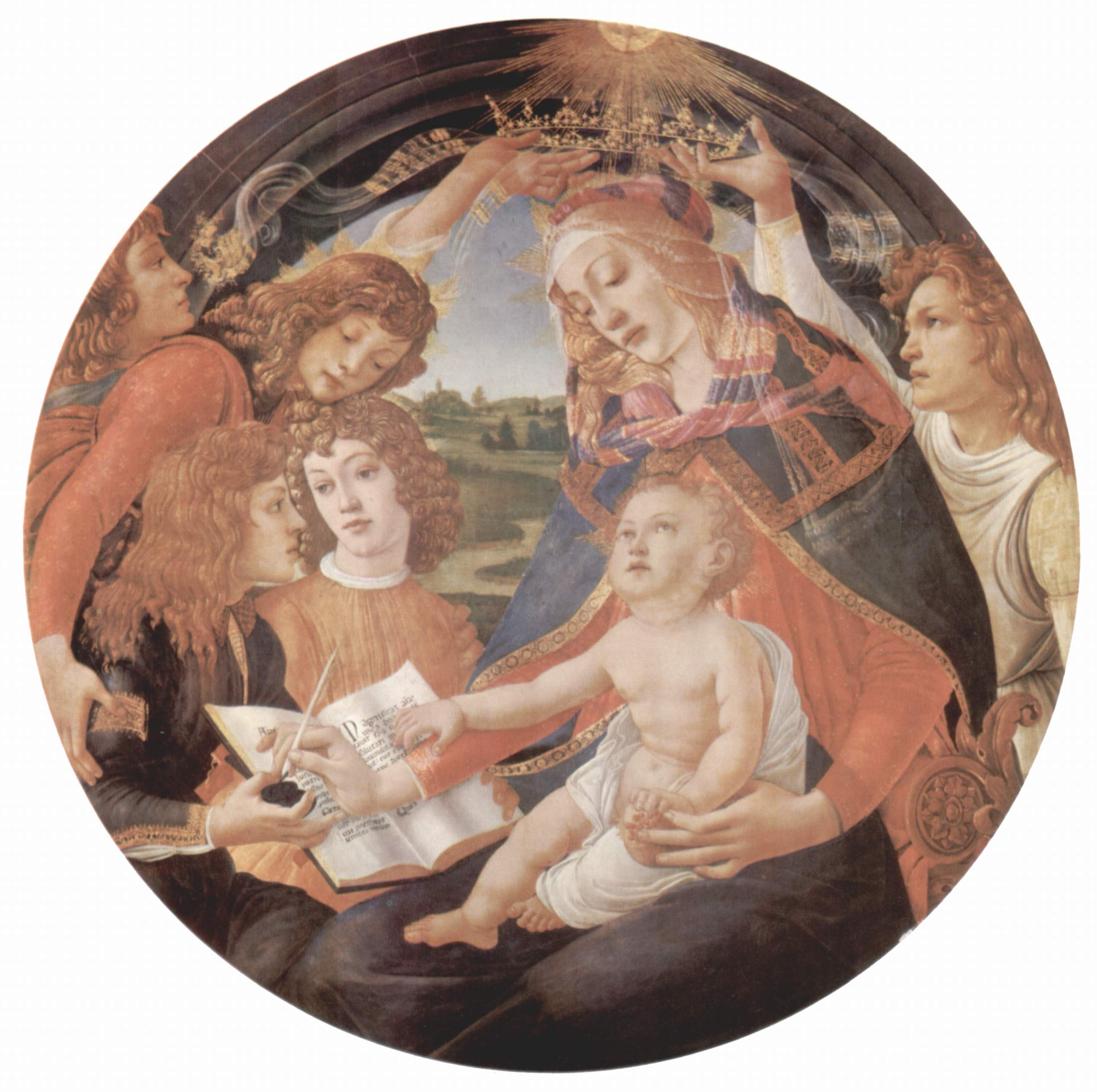
Madonna del Magnificat, obra de Sandro Botticelli (Galleria degli Uffizi, Florència). Hi observem Lucrècia Tornabuoni vestida de marededeu i envoltada dels seus fills

## Obra escrita
Lucrècia va descriure en les seves cartes enviades des de la seva residència de Roma al seu espòs la mentalitat de la gent de l'època, els mèrits i defectes del seu marit, així com una descripció acurada del comerç. Així mateix, també exposà en aquestes cartes la situació de la dona en aquells moments: observà l'àmplia llibertat que tenien les dones florentines de l'època.
Ella va versificar llibres tant de l'Antic com del Nou Testament, i va compondre diverses laudes que es van orientar a la música. En les seves obres més narratives, tracta freqüentment la difícil qüestió de com ser una dona cristiana en un món de comerç i de guerra, no sorprenent per a una dona que va assolir pietat i demostrar un fort contingut empresarial. Així mateix destaca per la seva obra en sonets.
Morí el 25 de març de 1482 a la ciutat de Florència, i fou enterrada a la basílica de Sant Llorenç d'aquesta ciutat.